# Maurice Lasserre
Pour les articles homonymes, voir Lasserre.
Maurice Lasserre, né le 6 novembre 1862 à Saint-Nicolas-de-la-Grave (Tarn-et-Garonne) et décédé le 11 novembre 1933 à Paris, est un avocat, publiciste et homme politique français.

## Famille
Maurice Lasserre était le fils de Joseph Lasserre (1836-1889), grand propriétaire, avocat, député et vice-président du Conseil général de Tarn-et-Garonne, maire de Saint-Nicolas-de-la-Grave, et de Anne Anjubault (1843-1904).
Père et fils pourraient avoir un lien de parenté lointain avec Jean Antoine Laumet, plus connu sous le nom de Antoine de Lamothe-Cadillac (1658-1730), fondateur de Détroit aux États-Unis, gouverneur de la Louisiane, et dont la marque d'automobiles Cadillac porte le nom. En effet, cette famille Lasserre descend d'une sœur de ce personnage célèbre, Anne Laumet, qui avait épousé un Pierre Lasserre en 1665.

## Carrière
Diplômé de l'École libre de sciences politiques, avocat au barreau de Paris, il fut d'abord chef de cabinet du ministre de la Justice Marius Thévenet.
Après la mort accidentelle de son père en 1889, il fut élu maire de Saint-Nicolas-de-la-Grave, conseiller général et député dès 1890. Il se fit connaître à la Chambre par une interpellation au ministre de la Guerre, puis comme rapporteur d'un projet de loi sur la presse, du budget des cultes et de celui du ministère de l'Intérieur, et comme adversaire de l'impôt général et progressif sur le revenu. Il fut élu secrétaire de la Chambre en 1892, et devint membre du Comité directeur des Républicains de gouvernement.
Réélu au premier tour en 1893 contre un candidat radical-socialiste, il ne fut réélu que de justesse en 1898, par 113 voix de majorité. Il décida de ne pas se représenter aux élections de 1902. Mais il demeura conseiller général jusqu'en 1907 et maire jusqu'à sa mort.
En tant que publiciste, il avait fondé La Tribune du Tarn-et-Garonne et collaboré au Matin, au Petit Moniteur universel et au Télégramme.

## Vie privée
Il avait épousé en 1892, à Paris, Jeanne Ernestine Mesmet (1874-1964), fille d'un médecin membre de l'Académie de médecine. Ils avaient eu trois filles, Alice, Madeleine et Yvonne.
Grand amateur de navigation de plaisance, Maurice Lasserre avait fait bâtir en 1904 la villa "La Pointe", dans le Bois de la Chaize à Noirmoutier, où une jetée porte son nom. Il y présidait le Cercle de la voile.
Personnage mondain, il est cité en compagnie de son frère Georges et de son cousin Albert, en 1910, dans l'Annuaire des Grands Cercles et du Grand monde (A. Lahure, éd. rue de Fleurus, Paris) et, en 1912, dans l'Annuaire complet commercial, administratif et mondain (Paris, Hachette). On y annonce que son épouse recevait le mardi, à son domicile du 17 rue de La Ville-l'Évêque à Paris.

## Décorations
- Chevalier de la Légion d'Honneur
- Croix de Guerre
- Officier d'Académie.

## Source
- « Maurice Lasserre », dans le Dictionnaire des parlementaires français (1889-1940), sous la direction de Jean Jolly, PUF, 1960 [détail de l’édition]